# Sylvilagus cognatus
Sylvilagus cognatus е вид бозайник от семейство Зайцови (Leporidae).

## Разпространение
Видът е разпространен в САЩ (Ню Мексико).